# Daa'lhsow-kaiyaah
Daa'lhsow-kaiyaah (daLsokaiya), jedna od sjevernih bandi iz saveza s Kekawakama sa zapadne strane Eel Rivera od Chamise Creeka, pa možda do granice teritorija plemena Lassik. Ovo pleme izgleda nije pripadalo Eel Wailakima ni Lassikima, i vjerojatno su bili poseban narod, za koji Goddard drži da su vjerojatno govorili isti dijalekt kao i Wailaki. 
Bili su u prijateljskim odnosima sa skupinom Seetaalhtciichow-kaiyaah. Njihovo ime znači 'surface-blue' - band; a nazivani su i "blue ground people".